# Thalassiodracon
Thalassiodracon là một chi thằn lằn cổ rắn, được Storrs mô tả khoa học năm 1996.